# Kangeanské ostrovy

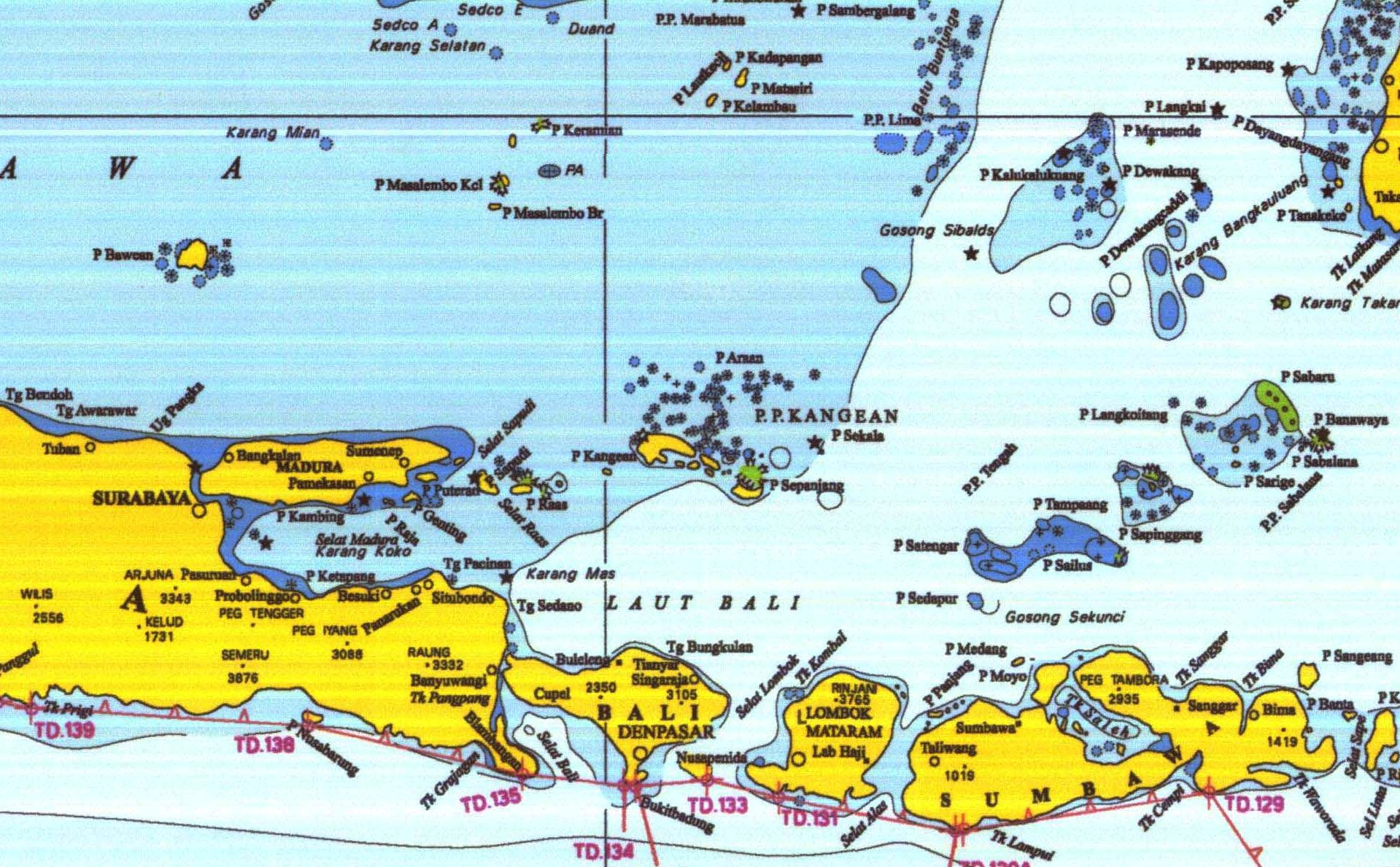
Mapa polohy ostrovů

Kangeanské ostrovy (indonésky Kepulauan Kangean) je uskupení celkem 38 ostrovů a ostrůvků, z nichž 6 je obydlených. Nacházejí se v Indonésii, v Jávském moři asi 120 km severně od Bali a 120 km východně od ostrova Madura. Celkem zaujímají plochu 668 km². Největší z ostrovů jménem Kangean má rozlohu 490 km². Nejvyšší bod má výšku 364 m n. m. Administrativně náleží k Sumenep Regency v provincii Východní Jáva. Celková lidská populace ostrovů činila 123 367 k roku 2010. Od 90. let 20. století s na území ostrovů resp. při jejich pobřeží těží zemní plyn. Kromě toho se zde pěstuje teakové dřevo, kokosové palmy a z mořské vody se získává sůl. Z živočichů zde žijí například krokodýli mořští a dříve se zde vyskytovali i levharti skvrnití (poddruh levhart jávský), cíleně sem zavlečení zřejmě z Jávy jako lovná zvěř.